# Benedikt Lindemann
Benedikt Maria Lindemann OSB / OSBCam (* 1958 als Gerhard Lindemann in Welschen Ennest) ist ein deutscher Mönch des benediktinischen Zweigordens der Kamaldulenser. Er war von 1995 bis 2011 Abt der Dormitio-Abtei in Jerusalem.

## Leben
Lindemann trat nach seiner Kriegsdienstverweigerung und Zivildienst der Ordensgemeinschaft der Benediktiner in die Missionsbenediktinerabtei Königsmünster in Meschede bei. In Barcelona (Spanien) lernte er mit Erlaubnis seines Abtes Taijiquan, eine im Kaiserreich China entwickelte innere Kampfkunst. Außerdem beschäftigte er sich mit indischen Meditationstechniken. In der Abtei in Meschede war er als Novizenmeister tätig.
1995 wurde er zum Abt der Benediktinerabtei Dormitio in Jerusalem gewählt und 2003 in diesem Amt für weitere acht Jahre bestätigt. 2011 folgte ihm Gregory Collins nach. Abt Benedikt widmete sich in Jerusalem insbesondere der Friedensarbeit zwischen Israelis und Palästinensern, Christen, Juden und Muslimen.
Seit Ende 2011 ist Lindemann in der Krankenhausseelsorge tätig und wirkte bis zu dessen Auflösung im Haus Jerusalem der Dormitio-Abtei in Hildesheim. Seit 2013 engagierte er sich für die Gründung einer neuen benediktinischen Gemeinschaft auf dem Röderhof bei Diekholzen, 2019 trat er daraufhin innerhalb des Benediktinerordens gemeinsam mit einem anderen Mönch über in die stärker kontemplativ und eremitisch orientierte Kongregation der Kamaldulenser, die sich auf den hl. Romuald zurückführt. Zugleich ist der Delegat des Generalpriors der Kamaldulenser und seit 2025 Mitglied der Deutschen Ordensobernkonferenz.

## Auszeichnungen
Benedikt Lindemann wurde 2000 in den Ritterorden vom Heiligen Grab zu Jerusalem investiert. Für sein Engagement wurde er 2004 mit dem Göttinger Friedenspreis ausgezeichnet.